# Теорія машин і механізмів
Тео́рія маши́н і механі́змів (ТММ) — це наукова дисципліна про загальні методи дослідження будови, кінематики і динаміки механізмів і машин та про наукові основи їх проектування. Курс ТММ як навчальна дисципліна базується на знаннях в галузях математики, фізики, теоретичної механіки, інженерної графіки тощо. Він є, у свою чергу, базою для вивчення та розвитку таких дисциплін, як деталі машин, підйомно-транспортні машини, металорізальні верстати та ін.

## Історія розвитку дисципліни
Як самостійна наукова дисципліна ТММ, подібно до інших прикладних розділів механіки, виникла в результаті промислової революції початок якої відноситься до 30-х років XVIII століття, хоча машини створювались задовго до цього і найпростіші механізми (важіль, колесо, гвинтова передача та ін.) широко використовувались уже в Стародавньому Єгипті та інших цивілізаціях античної доби.
Весь попередній період розвитку техніки можна розглядати як період емпіричного створення машин, протягом якого робляться винаходи та створюються конструкції великої кількості машин і механізмів, серед яких: підйомники, вітряні та водяні млини, помпи, каменедробарки, ткацькі і токарні верстати, парові машини (винахідники:Е.Картрайт, Дж. Кей, Дж. Стефенсон, Дж. Ватт та ін.).
Теорія механізмів і машин як наука почала формуватись на початку XIX сторіччя. У цей період закладаються основи майбутньої теорії. Формулюються основні закони механіки: закони збереження енергії та імпульсу, «золоте правило механіки», закони тертя. Розвиваються поняття про передавальне відношення, основи геометричної теорії евольвентного зачеплення, пропонуються вирішення низки задач з кінематики і динаміки твердого тіла (вчені: Л. Карно, Ш.Кулон, Г. Амонтон, Дж. Кардано, Л. Ейлер).
Основоположником теорії машин і механізмів вважається видатний математик і механік П. Л. Чебишов (1821—1894), який у другій половині XIX століття опублікував низку дуже важливих праць, присвячених аналізу і синтезу механізмів, результати яких зразу ж знайшли своє застосування у техніці (див. наприклад механізм Чебишова).
У цей період розвиваються розділи теорії механізмів і машин, присвячені кінематичній геометрії механізмів (Саварі, Шаль, Олів'є), кінетостатиці (Г.Коріоліс), розрахункам маховиків (Ж. В. Понселе), класифікації механізмів за функцією перетворення руху (Г.Монж) та ін. Публікуються перші наукові монографії з механіки машин (Р.Вілліс, А.Бориньї), читаються перші курси лекцій з ТММ та друкуються перші підручники (О. Бетанкур, Д. С. Чижов, Ю. Вейсбах).
У другій половині XIX ст. публікуються роботи видатного німецького вченого Ф. Рело. У своїх працях він вводить важливі в теорії механізмів поняття кінематичної пари, кінематичного ланцюга і кінематичної схеми.
Значний вклад у загальну теорію механізмів і машин внесли вчені: І. О. Вишнеградський (1831—1895), основоположник теорії автоматичного регулювання, створив Петербурзьку школу конструювання машин; М. Є. Жуковський (1847—1921), зробив значний внесок у динаміку машин, теорію регулювання машин; Л. В. Ассур (1878—1920), дав загальні принципи будови існуючих і створення нових механізмів; І. І. Артоболевський (1905—1977), став організатором сучасної школи ТММ, написав праці із структури, кінематики і динаміки машин, теорії машин-автоматів, написав низку навчальних посібників.
Значний вклад в розвиток теорії машин і механізмів в ХХ столітті внесли українські вчені. Потужні школи механіків виникли в Києві, Харкові, Одесі, Дніпропетровську. Відомі у світі імена таких українських вчених в цій галузі, як С. М. Кожевников, О. С. Кореняко, К. І. Заблонський, Б. І. Костецький, Ф. К. Іванченко, В. О. Новгородцев та ін.

## Основні поняття
Машина  — технічний об'єкт, який складається із взаємопов'язаних функціональних частин (деталей, вузлів, пристроїв, механізмів та ін.), що використовує енергію для виконання покладених на нього функцій.
Механізм  — система взаємопов'язаних тіл, що призначена для перетворення руху одного або декількох тіл у потрібний рух інших тіл. Механізм складає основу більшості машин і застосовується в різноманітних технічних об'єктах.
Тверде тіло, що входить до складу механізму, називається ланкою. Ланка може складатись з однієї або декількох нерухомо сполучених деталей. Сполучення дотичних ланок, котре допускає їх відносний рух, називають кінематичною парою. Найпоширеніші кінематичні пари: обертальна (циліндричний шарнір), поступальна (повзун чи напрямна), гвинтова (гвинт і гайка), сферична (кульовий шарнір). На рисунках зображені умовні 3D позначення типових кінематичних пар для побудови просторових принципових кінематичних схем механізмів за ISO 3952.

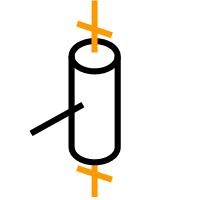
Обертальна пара (циліндричний шарнір)
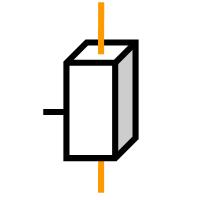
Поступальна пара (напрямна)
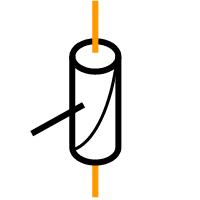
Гвинтова пара
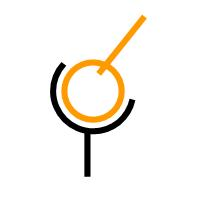
Сферичний шарнір

При побудові механізму ланки сполучаються у кінематичні ланцюги. Іншими словами, механізм — це кінематичний ланцюг, до складу якого входить нерухома ланка (стійка або корпус), число ступенів свободи котрого дорівнює числу узагальнених координат, що характеризують положення ланцюга відносно стійки. Рух ланок механізму розглядається по відношенню до нерухомої ланки — стійки (корпуса).

## Завдання дисципліни
Виходячи із поставлених завдань курс теорії машин і механізмів включає дві взаємопов'язані частини: теорію механізмів і теорію машин.

### Теорія механізмів
Ця частина займається:
- аналізом механізмів, а саме, вивченням:
  - будови (структурний аналіз),
  - кінематики (кінематичний аналіз),
  - динаміки (динамічний аналіз) механізмів;

- синтезом механізмів, як методом проектування механізмів попередньо обраної структури за заданими кінематичними і динамічними параметрами.

### Теорія машин
Тут розглядаються методи проектування систем машин за умовами узгодженості роботи окремих механізмів і досягнення оптимальної продуктивності, точності і надійності, питання автоматичного керування та регулювання машин-автоматів.

### Проектування механізмів і машин
Розділення задач теорії машин і механізмів на згадані складові частини є умовним. Аналіз і синтез механізмів зазвичай є етапами процесу проектування механізму. Проектування розпочинається із синтезу, а далі використовуючи техніку аналізу робиться перевірка його функціональності і у разі необхідності повертаються до процесу синтезу з метою внесення певних змін і так аж до отримання конструкції, що задовольняє поставлені вимоги. Наприклад, в синтезі механізмів враховуються не тільки кінематичні, але і динамічні умови; в аналізі механізмів на основі дослідження руху ланок механізму даються рекомендації по вибору параметрів механізму з умов отримання оптимальних динамічних характеристик, тобто виконується динамічний синтез; в теорії машин-автоматів вибір виконавчих механізмів базується на методах синтезу механізмів, а критерії оптимальності схеми машини-автомата (особливо схеми керування) часто визначаються за динамічними показниками.
Створити зручну для аналізу математичну модель вдається лише для простих механізмів. У більшості випадків при традиційному аналізі механізмів використовуються графоаналітичні методи. Сучасні комп'ютерні технології дозволяють проводити аналіз навіть складних механізмів, у зв'язку з чим графоаналітичні методи поступово виходять з ужитку.

## Структура дисципліни
- Структура та кінематика механізмів.
- Аналіз та синтез механізмів і передач.
- Динамічний аналіз механізмів.

## Сучасний стан дисципліни
Розділ динаміки механізмів часто називають динамікою машин, коли врахування динамічних явищ, що відбуваються в механізмах, має першорядне значення при проектуванні машин. З використанням в машинах гідравлічних і пневматичних механізмів динаміка машин почала спиратися не тільки на механіку твердого тіла, але і на механіку рідин та газів. У зв'язку з істотним зростанням навантаженості та швидкохідності машин і підвищенням вимог до їх якості суттєво змінився зміст завдань динаміки машин: з'явилася необхідність враховувати пружні властивості ланок, зазори в рухомих з'єднаннях, змінність мас і моментів інерції тощо Особлива увага почала приділятися розвитку методів теорії коливань механічних систем у застосуванні до реального механізму з його пружними і не зовсім пружними елементами, зазорами, сухим тертям і змащуванням, наявністю складних закономірностей деформації матеріалів. Вивчалося і продовжує вивчатися шкідлива дія коливань, що викликають збільшення навантажень на ланки механізму, втрату стійкості, втомні поломки, неприпустиму зміну заданого закону руху. Разом з тим можливе і корисне застосування коливань у вібраційних машинах, таких як вібротранспортери, вібросортувальні машини, вібромашини для забивання паль та ін. Вирішення нових завдань динаміки машин ґрунтується на розвитку методів аналітичної механіки і нелінійної теорії коливань, механіки змінної маси і теорії пружності. Особливе значення для вирішення цих задач мають ті методи, які дозволяють достатньо ефективно і швидко без інтегрування систем диференціальних рівнянь отримувати динамічні критерії для розрахунку механізмів по частотах і амплітудах усталених коливань, для визначення границь стійкості.
Теорія машин-автоматів порівняно недавно почала розглядатися як одна з найважливіших частин теорії машин і механізмів. Машини-автомати відрізняються насамперед тим, що послідовність роботи окремих механізмів, включаючи механізми завантаження і вивантаження, задається системою керування. Тому розвиток теорії машин-автоматів пов'язаний з вдосконаленням методів побудови схем керування по вибраному критерію оптимальності, наприклад по умові отримання мінімального числа складових елементів схеми. Найбільшого поширення набули методи логічного синтезу систем керування. У системах керування разом з електричними елементами почали застосовуватися пневматичні.
Останнім досягненням теорії машин-автоматів є розробка методів проектування роботів. По своїй схемі робот багато в чому подібний до маніпулятора (механічної руки), який має застосування для роботи у вакуумі, під водою чи в агресивних середовищах. Виконавчі органи маніпуляторів здатні здійснювати складні просторові рухи, необхідні для виконання робочих операцій. Для управління діями маніпуляторів і роботів широко застосовуються програмовані контролери, котрі дозволяють оперативно змінювати програми рухів. У поєднанні з верстатами, контрольними і складальними автоматами, оснащеними системами ЧПК, застосування роботів сприяє комплексній автоматизації виробництва. Їх застосування додає системам машин-автоматів гнучкості і адаптованості до перемінних умов виробництва. При проектуванні роботів і маніпуляторів використовуються у поєднанні методи теорії машин і механізмів і теорії автоматичного керування. Стосовно проектування роботів і автоматичних маніпуляторів розвиваються як загальні методи — структурний синтез просторових незамкнутих кінематичних ланцюгів, кінематика і динаміка просторових механізмів з багатьма ступенями свободи, теорія механізмів із змінною структурою, так і методи вирішення задач, що відносяться тільки до маніпуляторів — забезпечення маневреності, стійкості в роботі, вибір правильного співвідношення робочих і холостих ходів, а також проектування таких систем, в яких оператор може відчувати зусилля, що створюється на робочому органі чи захоплюючому пристрої.